# Polveriera di Monte Argentario
La polveriera di Monte Argentario è un complesso militare situato nel comune di Monte Argentario. La sua ubicazione è alla sommità del Poggio della Polveriera, che si eleva in posizione dominante rispetto alla Laguna di Orbetello.
La struttura militare venne realizzata sotto la giurisdizione dello Stato dei Presidi, su progetto di Camillo Perez De Veña, tra il 1782 e il 1783, assieme al vicino edificio annesso situato in posizione più rialzata che ospitava gli alloggi delle milizie che vi prestavano servizio. La sua costruzione si rese necessaria per creare un unico grande deposito di munizioni al di fuori dell'abitato di Porto Ercole, che fino ad allora ne aveva alcuni più piccoli dislocati tra il Forte Filippo, la Rocca e il Forte Stella: tutto ciò fu fatto per rendere più sicura la popolazione in caso di un incidente con conseguente esplosione presso uno dei suddetti depositi preesistenti.
La polveriera era ospitata all'interno del fabbricato a pianta rettangolare, cinto da alte e spesse cortine murarie che delimitano un fortilizio esterno a sezione quadrangolare. La porta di accesso alla struttura, ad arco tondo, si apre presso il rivellino che culmina con un frontone triangolare, attraverso la quale ci si immette nell'area racchiusa dalle cortine murarie di cinta. Il fabbricato si dispone su due livelli ed è chiuso in alto da un tetto di copertura a due spioventi. Le pareti della polveriera e del fortilizio esterni si presentano interamente rivestite in intonaco. Poco fuori del fortilizio, nei pressi dell'angolo situato alla destra del rivellino, vi è la garitta a sezione circolare con copertura a cupola, che in passato ospitava la sentinella che svolgeva il turno di guardia a presidio dell'ingresso.
L'edificio che ospitava gli alloggi delle guarnigioni si presenta anch'esso a pianta rettangolare, disposta su due livelli e suddivisa in due vani interni, con tetto di copertura a due spioventi e pareti interamente rivestite in intonaco.